# Leprechaun (film)
Leprechaun is een Amerikaanse horror/komediefilm uit 1993 die gaat over een Ierse kabouter waarvan de pot met goud is gestolen en die daarom wraak wil nemen.

## Verhaal
Wie een kabouter vangt, vangt ook zijn pot met goud. Dan O'Grady heeft daarom de kabouter in zijn kelder opgesloten. Als jaren later per ongeluk de kelder wordt geopend, ontsnapt de kabouter en zet hij een grote wraakactie in.

## Rolverdeling
| Acteur           | Personage          |
| ---------------- | ------------------ |
| Warwick Davis    | The Leprechaun     |
| Jennifer Aniston | Tory Redding       |
| Ken Olandt       | Nathan Murphy      |
| Mark Holton      | Ozzie Jones        |
| Robert Hy Gorman | Alex Murphy        |
| David Permenter  | Deputy Tripet      |
| William Newman   | Sheriff Roy Cronin |
| Shay Duffin      | Daniel O'Grady     |
| Pamela Mant      | Mrs. O'Grady       |
| John Sanderford  | J. D. Redding      |
| John Voldstad    | Joe                |